# エスケイプ/アブセント
『エスケイプ/アブセント』とは絲山秋子の小説である。

## あらすじ

### エスケイプ
正臣は、40歳にして左翼運動から足を洗い、仙台の実家の託児所を手伝おうとしている。それまでの間、ちょっと時間が空いたので、ふらりと京都を訪れる。京都のレコード屋で、自分が昔好きだったミュージシャンの、まだ聴いていないアルバムを探していると、神父の僧服を着たベンジャミンという怪しげなフランス人が、それを手にしていた。正臣は、ベンジャミンと、彼の教会を訪れて一緒にそれを聴く約束をして別れる。そして、ホモである正臣は、ある店で相手を漁る。事態は思わぬ展開に…

### アブセント
福岡の書店員（バイト）である和臣は、ある女と同棲していて、そろそろ身を固めようとしていたが、躊躇いもあった。そんな時、京大時代の友人とバッタリ会う。彼は大学教員になっていた。その後、その教員から、ほかの同窓生が事故死したと聞かされる。彼に金を借りたままだった和臣は、彼の住む滋賀を訪れる。

## 文庫版解説者
高橋源一郎